# Дмитриевка (Нордовский сельсовет)
Дми́триевка (баш. Дмитриевка) — деревня в Мелеузовском районе Республики Башкортостан Российской Федерации. Входит в состав Нордовского сельсовета.

## География

### Географическое положение
Расстояние до:
- районного центра (Мелеуз): 32 км,
- центра сельсовета (Нордовка): 10 км,
- ближайшей ж/д станции (Зирган): 12 км.

## Население
| 2002 | 2009 | 2010 |
| ---- | ---- | ---- |
| 325  | ↗340 | ↗356 |

Национальный состав
Согласно переписи 2002 года, преобладающая национальность — русские (33 %).